# Diocesi di Digne

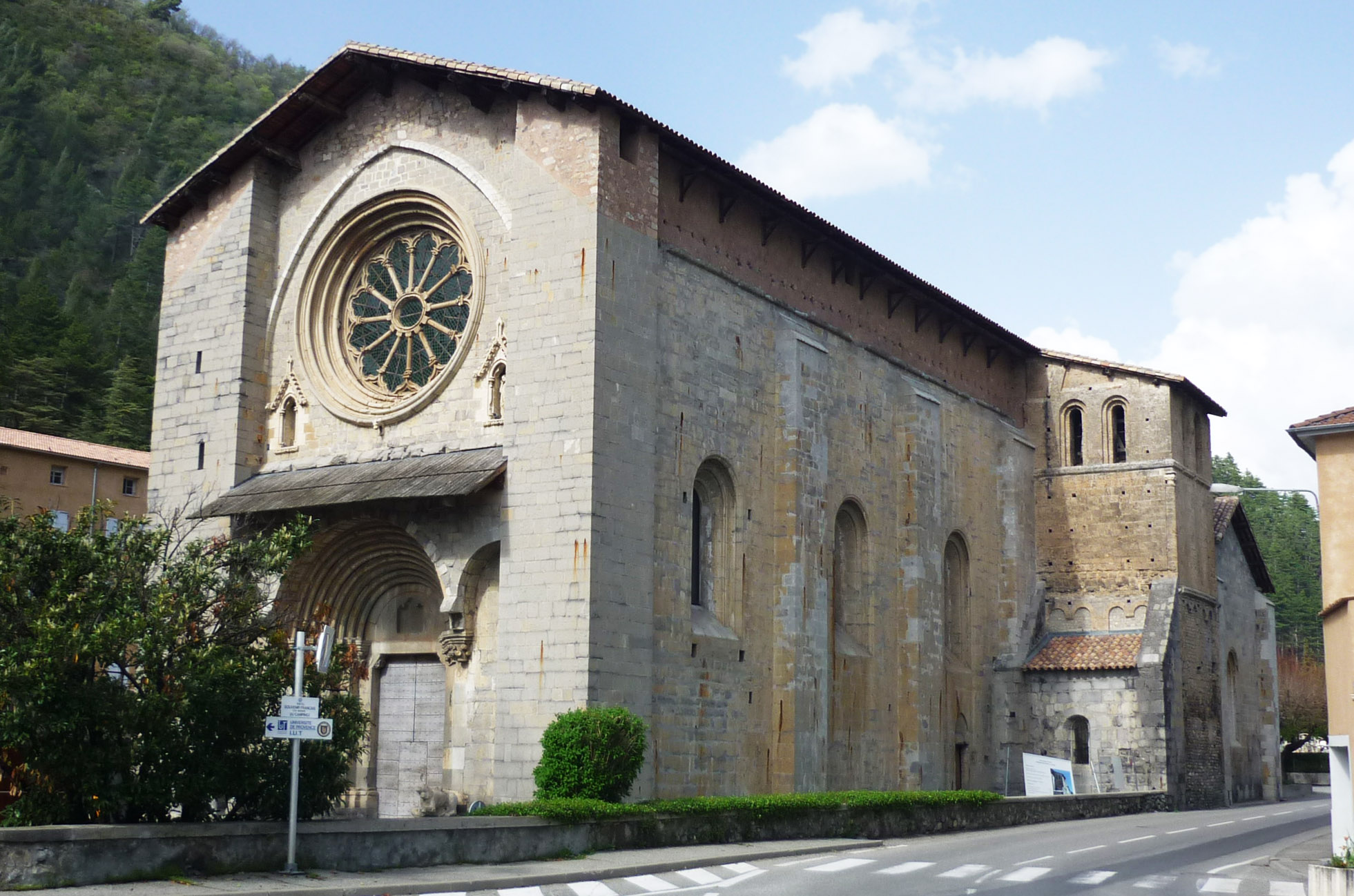
L'ex cattedrale di Digne, dedicata a Notre-Dame-du-Bourg.

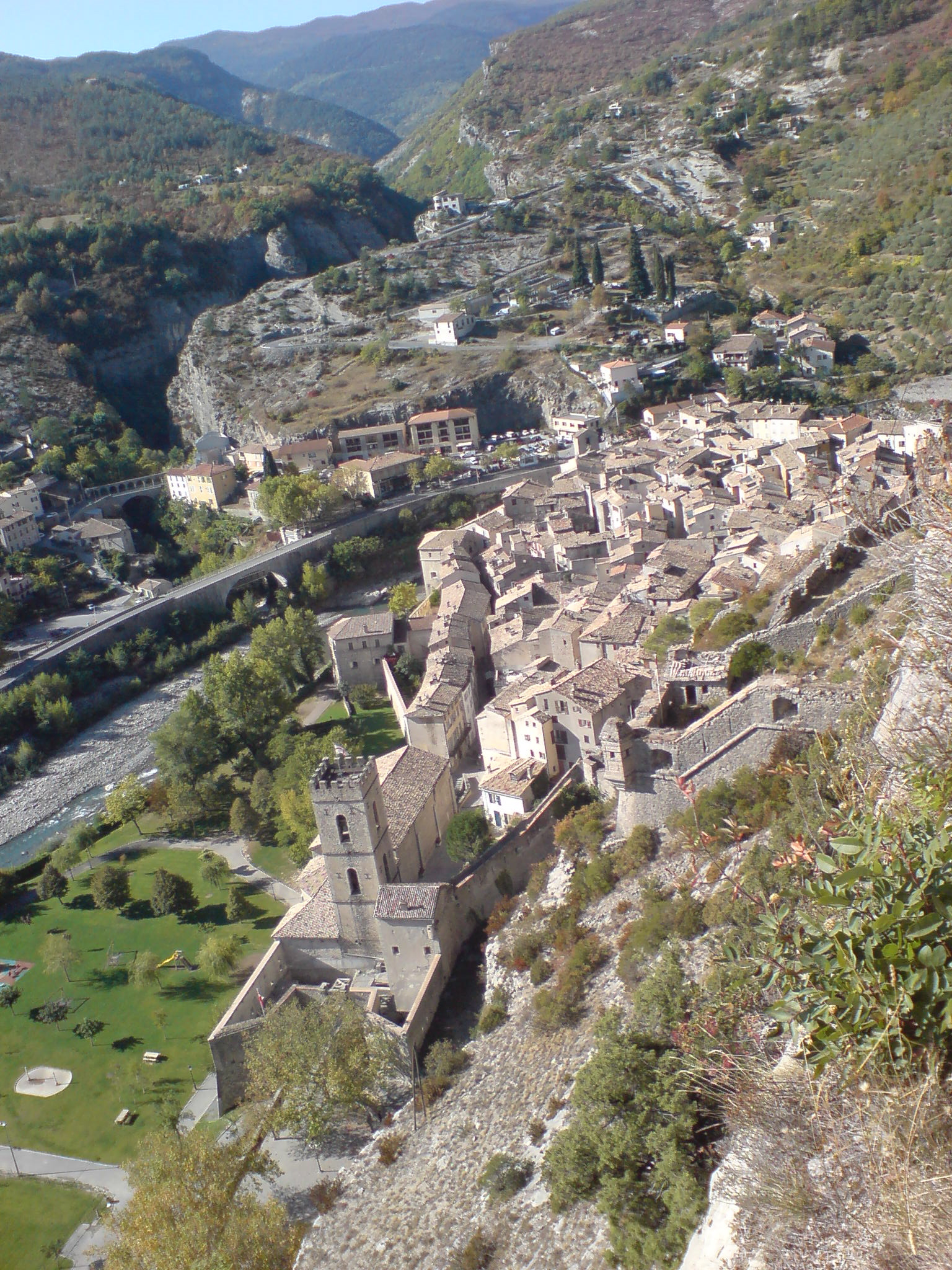
La cittadina di Entrevaux, con l'ex cattedrale in primo piano

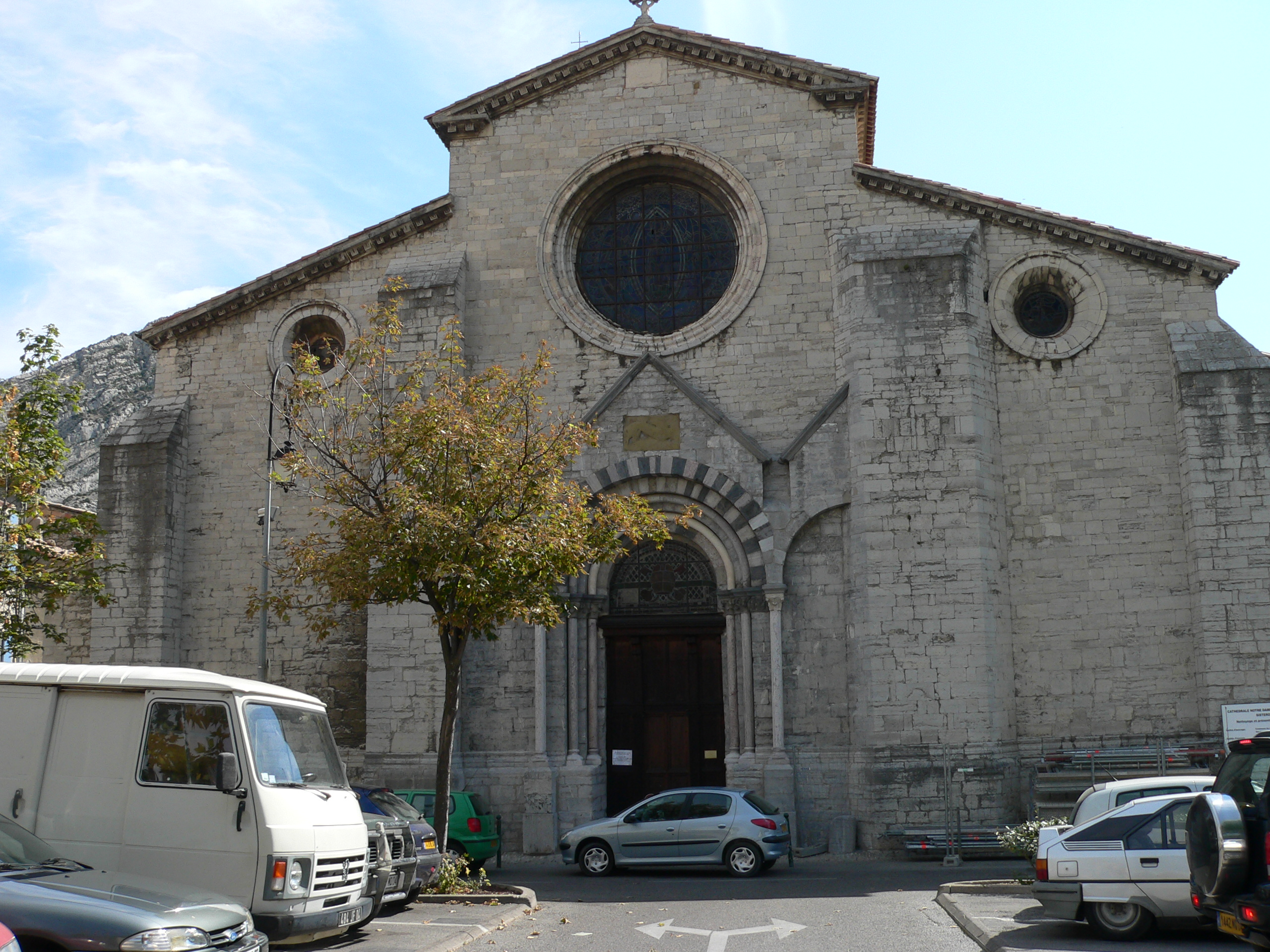
L'ex cattedrale di Sisteron

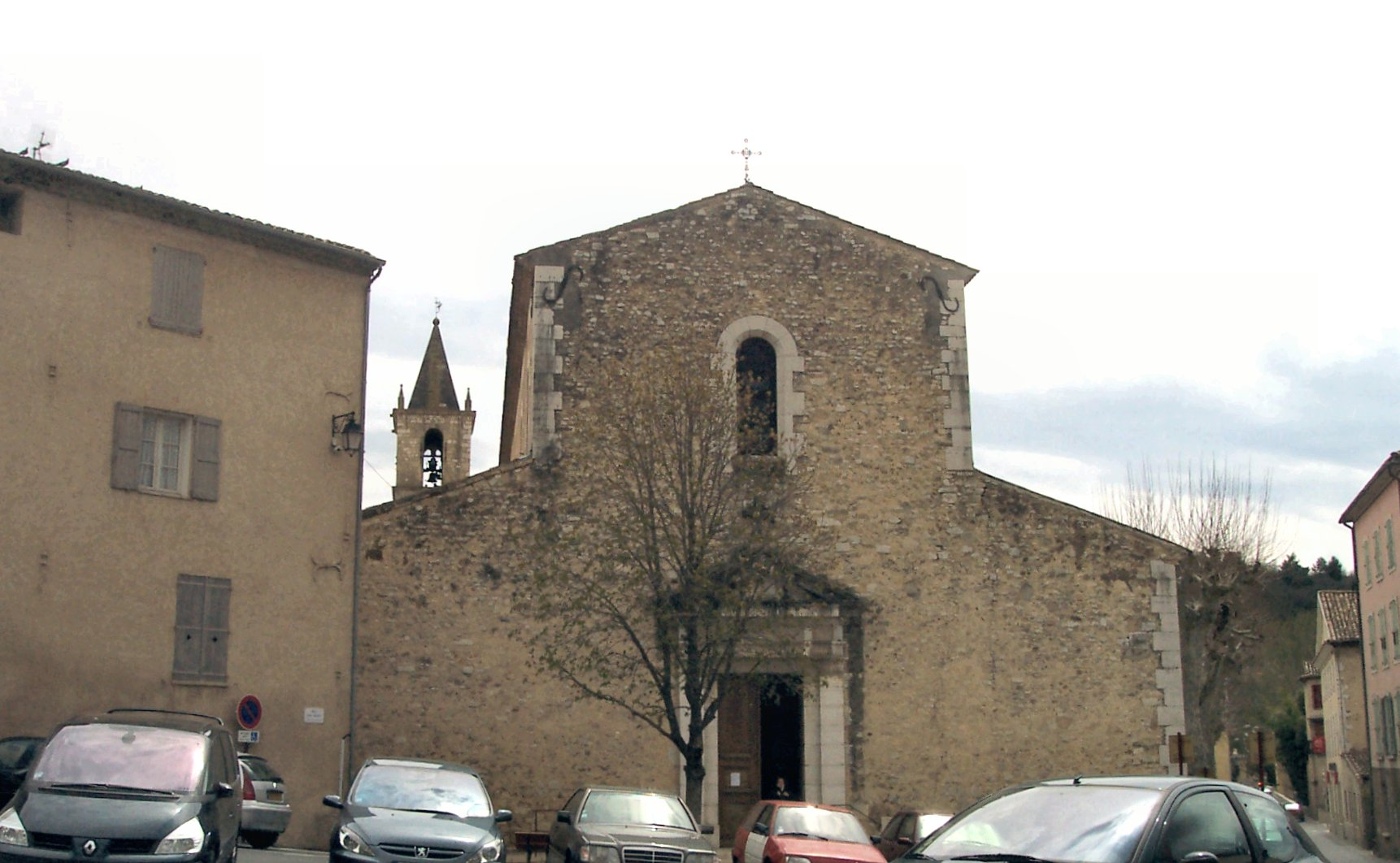
L'ex cattedrale di Riez

La diocesi di Digne (in latino Dioecesis Diniensis) è una sede della Chiesa cattolica in Francia suffraganea dell'arcidiocesi di Marsiglia. Nel 2023 contava 117.100 battezzati su 165.451 abitanti. È retta dal vescovo Emmanuel Gobilliard.
Dal 1916 ai vescovi di Digne è concesso di portare il titolo di "vescovi di Riez e di Sisteron" (Reiensis et Sistariensis).

## Territorio
La diocesi comprende il dipartimento francese delle Alpi dell'Alta Provenza.
Sede vescovile è la città di Digne-les-Bains, dove si trova la cattedrale di San Girolamo. In città si trova anche l'ex cattedrale di Notre-Dame-du-Bourg. La residenza vescovile è a Peyruis.
Il territorio è suddiviso in 198 parrocchie.

## Storia
Secondo la tradizione, l'evangelizzazione della regione di Digne si deve a san Vincenzo, compagno di san Marcellino di Embrun. Accanto a lui troviamo la figura di san Donnino, considerato il primo vescovo della diocesi, che venne eretta nel IV secolo. Originariamente e fino al 1801 era suffraganea dell'arcidiocesi di Embrun. La diocesi, molto piccola, si estendeva su due vallate delle Alpi, la valle della Bléone e quella del Bés. Il primo vescovo che si può attribuire con certezza a Digne è Pentadio che nel 506 partecipò al concilio di Agde.
Nell'alto medioevo e fino al X secolo la regione fu devastata dai Saraceni, che resero difficile la vita cristiana. In questo periodo sono pochissimi i nomi conosciuti di vescovi di Digne. In seguito all'affermarsi del regno di Borgogna, i vescovi di Digne divennero principi feudali con governo sulla città episcopale, fino all'annessione della Provenza nel regno di Francia nel XV secolo.
Il seminario diocesano fu aperto solamente nel 1779 ad opera del vescovo Pierre-Paul du Caylar. La diocesi era di modeste dimensioni come un po' tutte le diocesi della regione: nel 1790 comprendeva 33 parrocchie, servite da più di 100 preti secolari e circa una ventina di preti religiosi.
Nel 1790 il vescovo François du Mouchet de Villedieu fu dichiarato deposto dall'autorità civile per non aver voluto giurare fedeltà alla costituzione civile del clero e rimpiazzato il 20 marzo 1791 dal vescovo costituzionale Jean-Baptiste de Villeneuve, mai riconosciuto dalla Santa Sede.
In seguito al concordato con la bolla Qui Christi Domini di papa Pio VII del 29 novembre 1801 furono soppresse alcune diocesi, i cui territori furono incorporati in parte nella diocesi di Digne, che divenne suffraganea dell'arcidiocesi di Aix. Per far coincidere i confini della diocesi con quelli del dipartimento, il primitivo territorio diocesano fu ingrandito con:
- 50 parrocchie (su 61) dalla soppressa diocesi di Sisteron;
- 38 parrocchie (su 60) dalla soppressa diocesi di Riez;
- 35 parrocchie (su 219) dalla diocesi di Gap, inizialmente soppressa e poi restaurata nel 1822;[1]
- 31 parrocchie (su 98) dalla soppressa arcidiocesi di Embrun;
- 32 parrocchie (su 42) dalla soppressa diocesi di Senez;
- 15 parrocchie (su 56) dalla soppressa diocesi di Glandèves;
- 9 parrocchie (su 33) dalla soppressa diocesi di Apt;
- 5 parrocchie (su 90) dall'arcidiocesi di Aix.

Dal 15 febbraio 1916 i vescovi di Digne hanno il privilegio di aggiungere al proprio titolo quello di vescovi di Riez e di Sisteron.
L'8 dicembre 2002, con la riorganizzazione delle circoscrizioni diocesane francesi, è entrata a far parte della provincia ecclesiastica dell'arcidiocesi di Marsiglia.
Il 29 ottobre 2016 il vescovo Philippe Nault a conclusione di un lungo studio per risolvere il problema di una residenza vescovile troppo decentrata rispetto al territorio della diocesi ha annunciato la decisione di trasferire la residenza a Peyruis, piccolo centro ben servito da vie di comunicazione, con un processo graduale che segue i necessari lavori di ristrutturazione..

## Cronotassi dei vescovi
Si omettono i periodi di sede vacante non superiori ai 2 anni o non storicamente accertati.
- San Donnino † (seconda metà del IV secolo)
- San Vincenzo † (seconda metà del IV secolo)
- Nettario † (prima del 439 - dopo il 455)
- Memoriale † (menzionato nel 463)[4]
- Pentadio † (menzionato nel 506)
- Porziano † (prima del 524 - dopo il 533)[5]
- Ilario † (prima del 549 - dopo il 554)
- Eraclio (o Aredio) † (prima del 573 - dopo il 585)
- Paolo †
- Massimo † (menzionato nel 614)[6]
- Agape e Bobone † (? - 650 deposti)[7]
- Rambaldo (o Ragambaldo) † (menzionato nel 788)
- Blederico † (menzionato nell'899)
- Emino † (menzionato nel 1025)
- Bernard I † (menzionato nel 1035)
- Hugues I † (prima del 1038 - dopo il 1065)
- Laugier † (menzionato nel 1070)
- Guy † (menzionato nel 1146)
- Pierre I Hesmido (o Hesmivy) †
- Hugues II de Vars †
- Hugues III †
- Pierre de Droilla †[8]
- Bernard II † (menzionato nel 1076)
- Guillaume de Benevento, O.Cist. † (1179 - circa 1184)[9]
- Guigue (Guy) de Revel † (1184 - dopo il 1185)
- Bertrand de Turriers † (prima del 1192 - dopo il 1196)
- Ismidon † (menzionato nel 1206)
- Walon de Dampierre † (menzionato nel 1209)
- Lantelme † (1210 - 6 ottobre 1232 deceduto)
- Hugues de Laon † (prima del 1233 - dopo il 1242)
- Amblard † (1247 - 1248 dimesso)
- Boniface † (22 ottobre 1248 - 25 maggio 1278 deceduto)
- Guillaume des Porcelets, O.F.M. † (2 dicembre 1289 - dopo il 1294)
- Hugues V † (menzionato nel 1297)
- Renaud des Porcelets † (prima del 2 gennaio 1303 - circa 1318 deceduto)
- Armand de Vernon † (8 luglio 1318 - 25 gennaio 1324 nominato vescovo di Nîmes)
- Guillaume de Sabran, O.S.B. † (25 gennaio 1324 - circa 1325 deceduto)
- Guillaume Ebrard † (menzionato nel 1326)
- Elzéar de Villeneuve † (17 novembre 1327 - 7 ottobre 1341 deceduto)
- Jean Peissoni † (17 dicembre 1341 - 2 agosto 1361 nominato arcivescovo di Aix)
- Bertrand de Seguret † (20 maggio 1362 - circa 1385 deceduto)
- Nicolas de Corbaire, O.F.M. † (4 giugno 1397 - 5 marzo 1406 deceduto)
- Bertrand Raoul, O.F.M. † (10 marzo 1406 - 26 febbraio 1432 deceduto)
- Pierre de Verceil, O.S.B. † (31 marzo 1432 - 25 settembre 1439 nominato vescovo di Meaux)
- Guillaume d'Estouteville, O.S.B.Clun. † (25 settembre 1439 - 11 settembre 1445 dimesso)
- Pierre Turelure, O.P. † (11 settembre 1445 - 22 luglio 1466 deceduto)
- Conrad de La Croix † (26 settembre 1466 - agosto 1479 deceduto)
- Antoine de Guiramand † (24 settembre 1479 - ? dimesso)
- François de Guiramand † (23 gennaio 1512 - 25 maggio 1536 deceduto)
- Chérubin d'Orsière † (4 agosto 1536 - 1545 deceduto)
- Antoine Olivier † (17 maggio 1546 - 12 settembre 1552 nominato vescovo di Lombez)
- Antoine Héroët † (6 febbraio 1553 - dicembre 1567 deceduto)
- Henri Le Meignen † (17 marzo 1568 - 1587 dimesso)
- Claude Coquelet † (26 ottobre 1587 - 1602 dimesso)
- Antoine de Boulogne, O.M. † (10 giugno 1602 - 24 settembre 1615 deceduto)
- Louis de Bologne † (24 settembre 1615 succeduto - febbraio 1628 deceduto)
- Raphaël de Bologne † (febbraio 1628 succeduto - 1664 deceduto)
- Toussaint de Forbin-Janson † (1664 succeduto - 9 luglio 1668 nominato vescovo di Marsiglia)
- Jean-Armand de Rotondis de Biscarras † (3 agosto 1668 - 5 agosto 1669 nominato vescovo di Lodève)
- Jean de Vintimille du Luc † (2 giugno 1670 - 27 aprile 1676 nominato vescovo di Tolone)
- Henri Félix de Tassy † (19 ottobre 1676 - 31 gennaio 1678 nominato vescovo di Chalon)
- François Le Tellier † (28 febbraio 1678 - 11 febbraio 1708 deceduto)
- Henri de Pujet † (3 ottobre 1708 - 22 gennaio 1728 deceduto)
  - Jean d'Yse de Saléon † (18 febbraio 1728 - 8 febbraio 1730 nominato vescovo di Agen) (vescovo eletto)
- Antoine Amable de Feydeau, O.Carm. † (11 settembre 1730 - 3 dicembre 1741 deceduto)
- Jean-Louis du Lau † (24 settembre 1742 - 15 settembre 1746 deceduto)
- Louis Sextius de Jarente de La Bruyère † (10 aprile 1747 - 28 febbraio 1758 dimesso[10])
- Pierre-Paul du Caylar † (13 marzo 1758 - 20 giugno 1784 dimesso)
- François du Mouchet de Villedieu † (25 giugno 1784 - 10 agosto 1823 deceduto)[11]
- Irénée-Yves Desolle (Dessole) † (10 luglio 1802 - 22 marzo 1805 nominato vescovo di Chambéry)
- François-Melchior-Charles-Bienvenu de Miollis † (23 dicembre 1805 - 31 agosto 1838 dimesso)
- Marie-Dominique-Auguste Sibour † (23 dicembre 1839 - 11 settembre 1848 nominato arcivescovo di Parigi)
- Marie-Julien Meirieu † (11 dicembre 1848 - gennaio 1880 dimesso)
- Louis-Joseph-Marie-Ange Vigne † (27 febbraio 1880 - 27 marzo 1885 nominato arcivescovo di Avignone)
- Alfred-François Fleury-Hottot † (27 marzo 1885 - 26 maggio 1887 nominato vescovo di Bayonne)
- Henri-Abel Mortier † (26 maggio 1887 - 27 gennaio 1889 deceduto)
- Pierre-Paul Servonnet † (27 maggio 1889 - 19 aprile 1897 nominato arcivescovo di Bourges)
- Jean Hazera † (19 aprile 1897 - 17 giugno 1905 deceduto)
- Dominique Castellan † (13 luglio 1906 - 26 maggio 1915 nominato arcivescovo di Chambéry)
- Léon-Adophe Lenfant † (1º giugno 1915 - 6 agosto 1917 deceduto)
- Jean-Joseph-Benoît-Marie Martel † (27 novembre 1917 - 17 marzo 1923 deceduto)
- Cosme-Benjamin Jorcin † (23 dicembre 1923 - 20 dicembre 1958 deceduto)
- René-Fernand-Bernardin Collin, O.F.M. † (21 dicembre 1958 - 1º dicembre 1980 ritirato)
- Edmond-Marie-Henri Abelé † (1º dicembre 1980 - 2 giugno 1987 dimesso)
- Georges Paul Pontier (2 febbraio 1988 - 5 agosto 1996 nominato vescovo di La Rochelle)
- François-Xavier Jacques Marie Loizeau (10 novembre 1997 - 7 novembre 2014 ritirato)
- Jean-Philippe Nault (7 novembre 2014 - 9 marzo 2022 nominato vescovo di Nizza)
- Emmanuel Gobilliard, dal 15 ottobre 2022

## Statistiche
La diocesi nel 2023 su una popolazione di 165.451 persone contava 117.100 battezzati, corrispondenti al 70,8% del totale.
| anno | popolazione | popolazione | popolazione | presbiteri | presbiteri | presbiteri | presbiteri                | diaconi | religiosi | religiosi | parrocchie |
| anno | battezzati  | totale      | %           | numero     | secolari   | regolari   | battezzati per presbitero | diaconi | uomini    | donne     | parrocchie |
| ---- | ----------- | ----------- | ----------- | ---------- | ---------- | ---------- | ------------------------- | ------- | --------- | --------- | ---------- |
| 1948 | 75.000      | 80.000      | 93,8        | 170        | 170        |            | 441                       |         |           | 250       | 346        |
| 1970 | 95.000      | 105.000     | 90,5        | 107        | 101        | 6          | 887                       |         | 6         | 290       | 192        |
| 1980 | 107.000     | 120.000     | 89,2        | 99         | 86         | 13         | 1.080                     |         | 22        | 430       | 198        |
| 1990 | 101.000     | 126.000     | 80,2        | 89         | 67         | 22         | 1.134                     |         | 28        | 245       | 198        |
| 1999 | 110.000     | 143.000     | 76,9        | 65         | 51         | 14         | 1.692                     | 2       | 19        | 153       | 198        |
| 2000 | 110.000     | 139.523     | 78,8        | 64         | 49         | 15         | 1.718                     | 4       | 23        | 139       | 198        |
| 2001 | 110.000     | 139.523     | 78,8        | 61         | 48         | 13         | 1.803                     | 4       | 21        | 146       | 198        |
| 2002 | 110.000     | 139.523     | 78,8        | 58         | 46         | 12         | 1.896                     | 4       | 18        | 141       | 198        |
| 2003 | 110.000     | 139.523     | 78,8        | 56         | 43         | 13         | 1.964                     | 5       | 22        | 149       | 198        |
| 2004 | 110.000     | 139.523     | 78,8        | 56         | 48         | 8          | 1.964                     | 5       | 24        | 159       | 198        |
| 2006 | 96.271      | 139.523     | 69,0        | 50         | 43         | 7          | 1.925                     | 6       | 28        | 136       | 198        |
| 2013 | 112.800     | 163.500     | 69,0        | 41         | 30         | 11         | 2.751                     | 10      | 29        | 107       | 198        |
| 2016 | 114.178     | 161.241     | 70,8        | 37         | 26         | 11         | 3.085                     | 9       | 26        | 102       | 198        |
| 2019 | 115.115     | 162.565     | 70,8        | 31         | 27         | 4          | 3.713                     | 7       | 17        | 71        | 198        |
| 2021 | 116.130     | 164.000     | 70,8        | 33         | 29         | 4          | 3.519                     | 5       | 30        | 65        | 198        |
| 2023 | 117.100     | 165.451     | 70,8        | 34         | 30         | 4          | 3.444                     | 8       | 30        | 53        | 198        |